# Fratelli Messina
I Fratelli Messina (in lingua inglese:  Messina Brothers) erano una famiglia mafiosa italo-maltese che dominò il malaffare di Londra dagli anni venti agli anni del secondo dopoguerra. I fratelli erano Salvatore, Carmelo, Alfredo, Attilio ed Eugene Messina. 
Nacquero a La Valletta, capitale di Malta (tranne uno di loro che nacque ad Alessandria d'Egitto), da padre italiano originario della Sicilia, Giuseppe Messina, e da madre maltese. I quattro fratelli Messina si stabilirono nel Regno Unito nei primi anni del '900 ove, sotto la supervisione paterna, iniziarono una redditizia attività criminosa basata principalmente sulla tratta delle bianche. Sin dal 1908, le autorità egiziane riportano che i Messina erano conosciuti come trafficanti di clandestine egiziane a Londra, che venivano indotte poi alla prostituzione tramite la promessa di un matrimonio una volta arrivate in Inghilterra. Ben presto cominciarono ad importare donne da Belgio, Francia e Spagna. Alla fine degli anni cinquanta la famiglia fu poi sgominata da Scotland Yard.
Uno dei fratelli rientrato in Italia stabilì il suo quartier generale a Sanremo, in provincia di Imperia.